# Ménil-Lépinois
Ménil-Lépinois ist eine französische Gemeinde mit 144 Einwohnern (Stand 1. Januar 2022) im Département Ardennes in der Region Grand Est (vor 2016 Champagne-Ardenne). Sie gehört zum Arrondissement Rethel, zum Kanton Château-Porcien und zum Gemeindeverband Pays Rethélois.

## Geografie
Die Gemeinde Ménil-Lépinois liegt in der Trockenen Champagne an der Grenze zum Département Marne, 16 Kilometer nordöstlich von Reims. Umgeben wird Ménil-Lépinois von den Nachbargemeinden Neuflize im Norden, Alincourt im Nordosten, Juniville im Osten, Aussonce im Südosten, Warmeriville im Süden, Saint-Remy-le-Petit im Westen sowie Bergnicourt und Le Châtelet-sur-Retourne im Nordwesten.

## Bevölkerungsentwicklung
| Jahr                       | 1962 | 1968 | 1975 | 1982 | 1990 | 1999 | 2006 | 2011 | 2019 |
| Einwohner                  | 132  | 108  | 86   | 104  | 103  | 92   | 97   | 137  | 133  |
| Quellen: Cassini und INSEE |      |      |      |      |      |      |      |      |      |

## Sehenswürdigkeiten

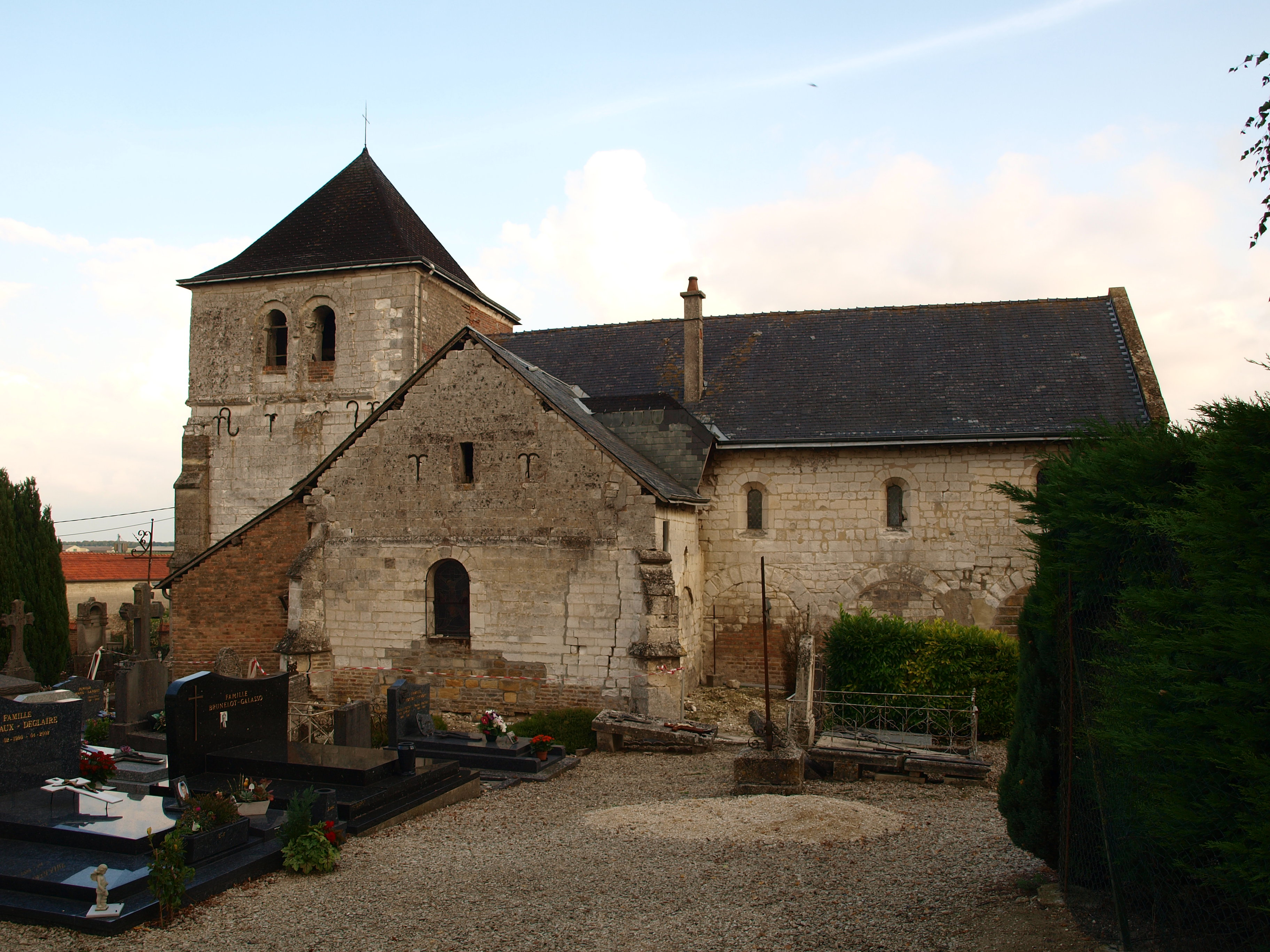
Kirche Saint-Martin

- Kirche Saint-Martin